# N4G
N4G (News for Gamers) és fòrum internacional d'internet de discussió sobre videojocs. Es basa en el contingut facilitat pels usuaris, on els contribuents registrats publiquen notícies sobre la indústria dels videojocs, notícies proveïdes d'arreu d'Internet, emprant articles publicats en llocs web professionals de notícies sobre videojocs. N4G també segueix la pista de les anàlisis de videojocs d'altres llocs web, i els combina per presentar una mitjana de cada joc.